# Rupert (televisieserie)
Rupert (ook bekend als The Adventures of Rupert the Bear) is een animatieserie geproduceerd door Nelvana, Ellipse Programmé, Scottish Television, Funbag Animation Studios en Nickelodeon Animation Studios. De serie werd geproduceerd en oorspronkelijk uitgezonden van 1991 tot en met 1997 en telt in totaal 65 afleveringen verdeeld over 5 seizoenen.
De serie is gebaseerd op het personage Bruintje Beer (oorspronkelijke, Engelse naam Rupert), bedacht door Mary Tourtel. De meeste afleveringen zijn losjes gebaseerd op verhalen die zijn bedacht, getekend en geschreven door Tourtels opvolgers Alfred Bestall, John Harrold en Alex Cubie. 
In Nederland werd de serie in 2000 speciaal aangekocht voor de Nederlandse markt door Kindernet. De serie werd van 2000 tot en met 2007 uitgezonden op Kindernet. Herhalingen waren tot en met 2006 nog te zien op NPO 3. In België werd de serie sinds 2001 met de Nederlandse nasynchronisatie uitgezonden door Ketnet.

## Plot
De serie gaat over het witte berenjong Rupert (Bruintje Beer) die met zijn ouders, Meneer en Mevrouw Beer, in het rustige dorpje Nutwood woont. Rupert heeft veel vrienden en kennissen in en om het dorp. Door zijn nieuwsgierigheid en talent om op het juiste moment op de juiste plaats te zijn, beleeft hij veel avonturen in en rond het dorp. Soms belandt hij ook tegen wil en dank in avonturen door uitvindingen van de professor die misgaan, de streken van zijn vrienden of dat hij dingen ziet en mensen ontmoet die kwaad in de zin hebben. 
Zijn avonturen nemen hem mee op verre reizen naar bijvoorbeeld China of magische en vreemde werelden. Op deze reizen ontmoet Rupert veel nieuwe vrienden en is hij bereid iedereen te helpen. Zijn dapperheid, vastberadenheid en intelligentie zorgen ervoor dat hij veel schurken te slim af is en veel problemen en conflicten kan oplossen alvorens terug te keren naar huis om zijn ouders te vertellen wat hij die dag heeft meegemaakt.
In veel avonturen wordt hij geholpen door zijn vrienden, waaronder Wim Das, Propje Krulstaart, Otje Otter, de Chinese hond Ping Pong en de verstrooide professor.
In Nutwood wonen antropomorfe dieren, maar er komen ook gewone mensen voor. Bruintje heeft veel vrienden, zowel dieren als mensen. Veelal zijn de mensen die Rupertop zijn avonturen tegenkomt, de schurken.

## Productie
In 1993 sloten het Canadese animatiebedrijf Nelvana en het Britse Express Newspapers (Uitgever van de Daily Express) een licentieovereenkomst waarin Nelvana exclusive rechten verkreeg over Rupert en bijbehorende personages voor tv, theater en merchandise. Rupert verscheen sinds 1920 in verschillende boeken en een wekelijkse strip in de Daily Express, uitgegeven door Express Newspapers.
De serie werd in verschillende landen uitgezonden en was voornamelijk populair in Canada en het Verenigd Koninkrijk, waar het personage ook oorspronkelijk vandaan kwam.
De eerste twee seizoenen werden gemaakt met behulp van traditionele animatie (cell animation). Seizoen 3 t/m 5 werden gemaakt met behulp van digitale animatie. De eerste twee seizoenen duurde een jaar om te maken en bevatte 12-15.000 tekeningen per aflevering. Zo'n 300 mensen waren betrokken bij het project. Met de komst van de digitale animatie, werden het aantal frames en betrokken personen aanzienlijk verkleind. 
In het eerste seizoen werd Rupert nog ingesproken door de 12-jarige, Britse Ben Sandford. Deze werd vanaf seizoen 2 vervangen door Julie Lemieux vanwege veranderingen in zijn stem door zijn leeftijd. Ook de stemactrice voor Mevrouw Beer werd vervangen.
Na het beëindigen van de serie in 2001, maakte Nelvana in 2004 nog bekend plannen te hebben voor een bioscoopfilm en/of een lange televisiefilm over Rupert als afsluiting en/of nieuw begin van de serie. Gesprekken met verschillende studio's in de Verenigde Staten en Engeland waren al gevoerd. In 2003 leidde het uitstel tussen een rechtszaak tussen het moederbedrijf van Nelvana (Corus Entertainment Inc.) en Express Newspapers PLC. Nelvana beschuldigde Express Newspapers van het blijven uitstellen en verkopen van de Merchandise rechten van Rupert en dat het bedrijf dus zo de gemaakte afspraken uit 1989 schond. Express Newspapers eiste een schadevergoeding van 2 miljoen van Nelvana voor eveneens het niet nakomen van afspraken en het verkeerd beheren en verwaarlozen van Rupert en bijbehorende personages. Express eiste ook alle rechten terug. De zaak kwam voor het hooggerechtshof van Canada in 2004.
Na het proces waarin werd vastgesteld dat Nelvana de rechten moest teruggeven, behalve die van de serie zelf, verkocht Nelvana de rechten op merchandise en de personages terug aan de Daily Express na het 16 jaar in bezit te hebben gehad. Enkel de rechten voor de televisieserie geproduceerd door Nelvana, bleef (en is tot op de dag van vandaag) in handen van Nelvana. Dit zorgde ervoor dat een terugkeer op tv of op film door Nelvana van de baan werden geblazen. 
Kindernet kocht in 2000 de rechten van Nelvana om de serie in Nederland uit te zenden. Volgens Kindernet kwam hier veel geld bij kijken, maar bleek het voor hen een goede stap, doordat het een populaire serie bleek onder de kijkers.. De reden hiervoor was dat Kindernet de serie niet wou ondertitelen en het dan te moeilijk zou worden voor de jeugdige kijkers.
Bruintje werd in Nederland ingesproken door stemactrice Christa Lips.
In Nederland is er in 2012 een dvd uitgegeven met de eerste drie afleveringen van het eerste seizoen met de Nederlandse nasynchronisatie. In 2003 werden er ook twee VHS uitgebracht met de Nederlandse nasynchronisatie. 
De naam van de serie bleef in Nederland ongewijzigd en werd ook in promo's en de programmering van Kindernet aangeduid als Rupert. Toch werd Rupert zelf aangeduid als Bruintje door de personages.

## Personages

### Hoofdrollen
| Personage                   | Nederlandse stem | Originele stem                                                                     | Originele naam |
| --------------------------- | --- | ---------------------------------------------------------------------------------- | -------------- |
| Rupert Beer (Bruintje Beer) | Christa Lips (seizoen 1-3), Lot Lohr (seizoen 4-5) | Ben Sandford (seizoen 1), Julie Lemieux (seizoen 2-5)                              | Rupert Bear    |
| Rupert Beer (Bruintje Beer) | Een witte beer die door zijn nieuwsgierigheid en door dom geluk veel avonturen beleeft. Door zijn dapperheid weet hij alles tot een goed einde te brengen en weer veilig thuis te komen. |                                                                                    |                |
| Meneer Beer                 | Carol van Herwijnen | Guy Bannerman                                                                      | Mr. Bear       |
| Meneer Beer                 | De vader van Rupert. Een rustige man die voornamelijk dol is op de kookkunsten van zijn vrouw en een hart voor tuinieren heeft. Hij is daardoor ook vaak in zijn tuin te vinden. Bewonderd alles wat andere personages veelal saai vinden. De avonturen van Rupert gaan vaak aan zijn neus voorbij doordat hij ze niet doorheeft en nog vaker zelf niet snapt wat er allemaal gebeurt. |                                                                                    |                |
| Mevrouw Beer                | | Lally Cadeau (seizoen 1, eerste aflevering seizoen 2), Valerie Boyle (seizoen 2-5) | Mrs. Bear      |
| Mevrouw Beer                | De moeder van Rupert. Een aardige vrouw die in het dorp bekendstaat om haar fantastische kookkunsten. Net als haar man wat naïef voor de avonturen van haar zoon, maar wanneer ze ze begrijpt, er ook open voor staat. |                                                                                    |                |
| De Professor                | | Colin Fox                                                                          | The Professor  |
| De Professor                | De verstrooide professor die in een oude, middeleeuwse toren aan de rand van het dorp woont. Meestal zorgen zijn uitvindingen ervoor dat Rupert problemen kan oplossen of dat hij in de problemen raakt. De professor is wat verstrooid maar geniaal als het op uitvinden aankomt en heeft al vele uitvindingen op zijn naam staan. Hij is een van de weinige mensen in het dorp.      |                                                                                    |                |
| Wim Das                     | | Torquil Campbell                                                                   | Bill Badger    |
| Wim Das                     | Een das en de beste vriend van Rupert. Daan is Rupert's tegenpool. Hij kan laf en verraderlijk overkomen. Ook is hij een enorme snob, dit allemaal in tegenstelling tot Rupert. Toch heeft hij een klein hart en kiest altijd voor het goede. Hij heeft een baby-broertje waar hij vaak op moet passen.                                                                                |                                                                                    |                |
| Propje Krulstaart           | Bram Bart | Hadley Kay                                                                         | Podgy Pig      |
| Propje Krulstaart           | Een andere goede vriend van Rupert. Propje is een varken dat voornamelijk aan een ding denkt, zijn maag. Zijn gulzigheid en dommigheid zorgt er vooral voor dat hij in de problemen raakt. |                                                                                    |                |

### Bijrollen
| Personage           | Nederlandse stem | Originele stem                             | Originele naam      |
| ------------------- | --- | ------------------------------------------ | ------------------- |
| Pong Ping           | | Oscar Hsu                                  | Pong Ping           |
| Pong Ping           | Een Pekingees uit China die in Nutwood woont. Heeft in zijn achtertuin een lift die hem van Nutwood naar China kan brengen. |                                            |                     |
| Tijger Lilly        | | Stephanie Morgenstern                      | Tiger Lily          |
| Tijger Lilly        | Samen met de professor een van de weinige, niet antropomorfe dieren maar een mens. Wel het enige mensenkind in het dorp. Ze komt oorspronkelijk uit China. |                                            |                     |
| Agent Brompot       | | Allen Stewart-Coates                       | Constable Growler   |
| Agent Brompot       | De enige politieagent in Nutwood. Streng, maar rechtvaardig. Doet altijd alles volgens het boekje en rijdt met zijn fiets door het dorp. |                                            |                     |
| Fredrik Krulstaart  | | Allen Stewart-Coates                       | Cedric Pig          |
| Fredrik Krulstaart  | De vader van Propje en een goede vriend van Meneer Beer. Komt regelmatig over de vloer om spullen te lenen en het gebak van mevrouw Beer op te eten. |                                            |                     |
| Freddie en Fred Vos | Johnny Kraaijkamp jr. | David Smith (Freddy) en Paul Smith (Ferdy) | Freddy en Ferdy Fox |
| Freddie en Fred Vos | Een tweeling die regelmatig onrust veroorzaken. Ze halen veelal streken uit met agent Blaffer en hebben een hekel aan Rupert vanwege zijn constante goede gedrag en netheid. Ook stelen ze regelmatig fruit uit tuinen van andere. Vaak krijgen ze bij vreemde gebeurtenissen ook de schuld, ook al zijn ze het niet geweest. |                                            |                     |
| Odmedod             | | Keith Knight                               | Otmetot             |
| Odmedod             | Odmedod is een vogelverschrikker die kan lopen en praten. Dit houdt hij echter voor iedereen geheim, behalve Rupert die ervan afweet. Is in tegenstelling tot zijn beroep goede vrienden met vogels. |                                            |                     |
| Lientje Otter       | | Jenny Thomson                              | Ottoline The Otter  |
| Lientje Otter       | Komt in het 3e seizoen in Nutwood wonen. Ze woont in een groot huis en is net als Rupert erg avontuurlijk. |                                            |                     |